# Jugoslavija na Svetovnem prvenstvu v hokeju na ledu 1981
Jugoslavija je na Svetovnem prvenstvu v hokeju na ledu 1981 B, ki je potekalo med 20. in 29. marcem 1981 v Italiji, z zmago, remijem in petimi porazi osvojila sedmo mesto ter s tem izpadla iz skupine B svetovnega hokeja.

## Tekme
| 20. marec 1981 | Italija | 6–4 | Jugoslavija | Val Gardena |

| Poročilo tekme | Poročilo tekme | Poročilo tekme | Poročilo tekme | Poročilo tekme |
| -------------- | -------------- | -------------- | -------------- | -------------- |
|                |                | (2:1,4:2,0:1)  |                |                |

| 21. marec 1981 | Vzhodna Nemčija | 11–3 | Jugoslavija | Val Gardena |

| Poročilo tekme | Poročilo tekme | Poročilo tekme | Poročilo tekme | Poročilo tekme |
| -------------- | -------------- | -------------- | -------------- | -------------- |
|                |                | (4:0,3:0,4:3)  |                |                |

| 23. marec 1981 | Japonska | 7–3 | Jugoslavija | Val Gardena |

| Poročilo tekme | Poročilo tekme | Poročilo tekme | Poročilo tekme | Poročilo tekme |
| -------------- | -------------- | -------------- | -------------- | -------------- |
|                |                | (1:2,4:0,2:1)  |                |                |

| 24. marec 1981 | Romunija | 2–3 | Jugoslavija | Val Gardena |

| Poročilo tekme | Poročilo tekme | Poročilo tekme | Poročilo tekme | Poročilo tekme |
| -------------- | -------------- | -------------- | -------------- | -------------- |
|                |                | (1:1,1:1,0:1)  |                |                |

| 26. marec 1981 | Švica | 4–4 | Jugoslavija | Val Gardena |

| Poročilo tekme | Poročilo tekme | Poročilo tekme | Poročilo tekme | Poročilo tekme |
| -------------- | -------------- | -------------- | -------------- | -------------- |
|                |                | (3:1,0:2,1:1)  |                |                |

| 28. marec 1981 | Norveška | 6–2 | Jugoslavija | Val Gardena |

| Poročilo tekme | Poročilo tekme | Poročilo tekme | Poročilo tekme | Poročilo tekme |
| -------------- | -------------- | -------------- | -------------- | -------------- |
|                |                | (3:0,2:0,1:2)  |                |                |

| 29. marec 1981 | Poljska | 8–4 | Jugoslavija | Val Gardena |

| Poročilo tekme | Poročilo tekme | Poročilo tekme | Poročilo tekme | Poročilo tekme |
| -------------- | -------------- | -------------- | -------------- | -------------- |
|                |                | (1:1,5:1,2:2)  |                |                |